# Ford Aerostar
Ford Aerostar – samochód osobowy typu minivan klasy średniej produkowany pod amerykańską marką Ford w latach 1985–1997.

## Historia i opis modelu
Pojazd zaprezentowany został w 1984 roku jako samochód koncepcyjny, cechujący się charakterystycznym, aerodynamicznym kształtem nadwozia. Do produkcji wszedł rok później, pod względem stylistycznym uległ niewielkim zmianom (w szczególności lamp przednich oraz maskownicy).
Aerostar był pierwszym minivanem Forda oferowanym na rynku amerykańskim; stanowił alternatywę dla pełnowymiarowego vana Econoline. Był to pojazd czterodrzwiowy (w części tylnej posiadał przesuwane drzwi z prawej strony oraz drzwi bagażnika), oferowany w wersji osobowej (z 5-7 miejscami) oraz dostawczej (2-miejscowej). Samochód produkowany był w wersjach 4,4-metrowej oraz 4,8-metrowej (Extended), o jednakowym rozstawie osi.
W pierwszych latach produkcji pojazd oferowany był z silnikami benzynowymi V6 o pojemności 2,3 l i 2,8 l. W późniejszym latach zastąpione zostały silnikami o pojemności 3,0 l (145 KM) oraz 4,0 l (155 KM). Samochód wyposażony był w 4- lub 5-biegową automatyczną skrzynię biegów. Pojazd dostępny był w wersjach z napędem na tylną bądź obie osie.
W 1990 roku Ford Aerostar został wybrany przez magazyn Motor Trend na „Ciężarówkę Roku” (Truck of the Year). Produkcja modelu zakończyła się w 1997 roku, dwa lata po wprowadzeniu do sprzedaży jego następcy – Forda Windstara.

### Silniki
- L4 2.3l Lima
- V6 2.8l Cologne
- V6 3.0l Vulcan
- V6 4.0l Cologne[3]

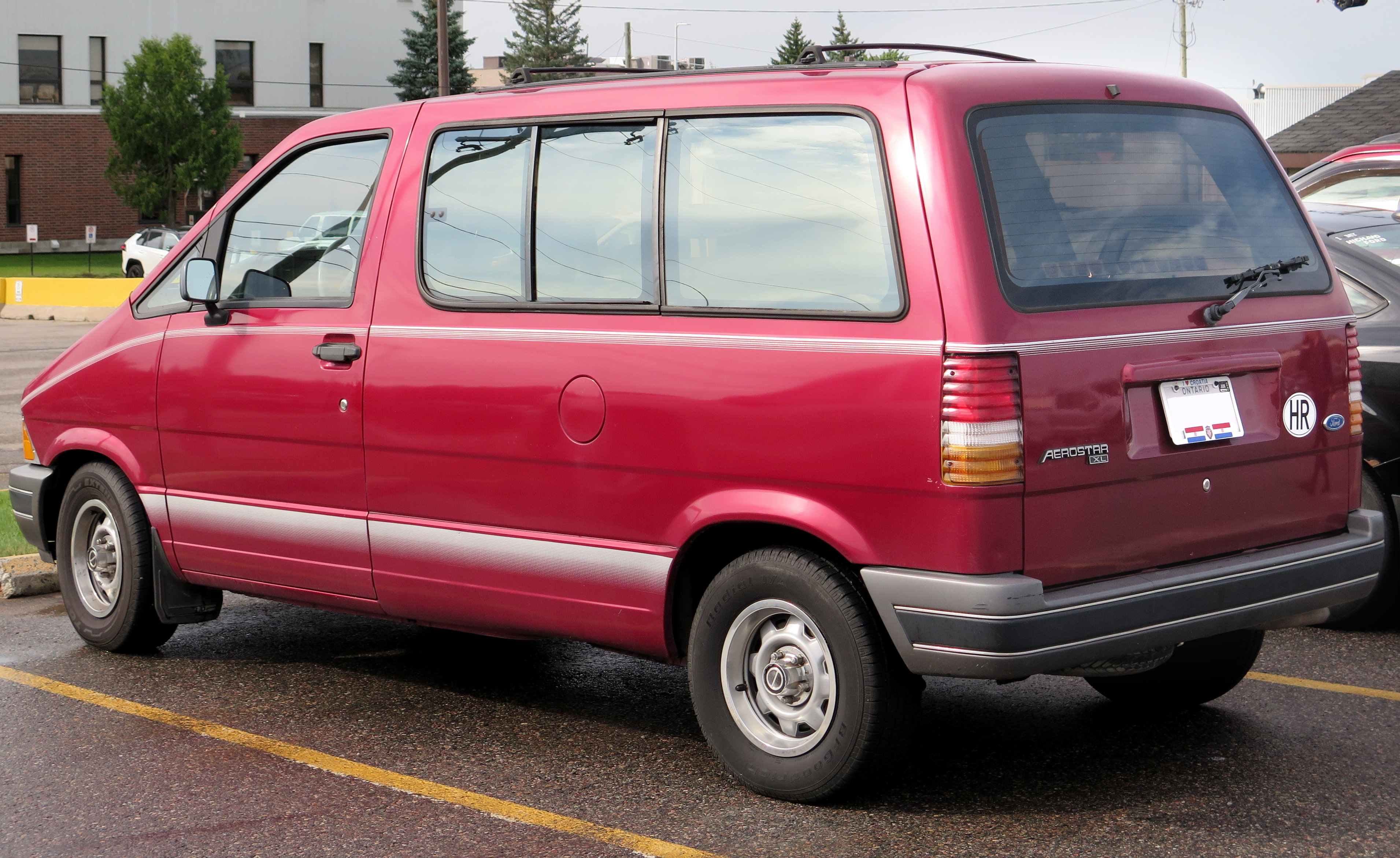
Ford Aerostar - tył
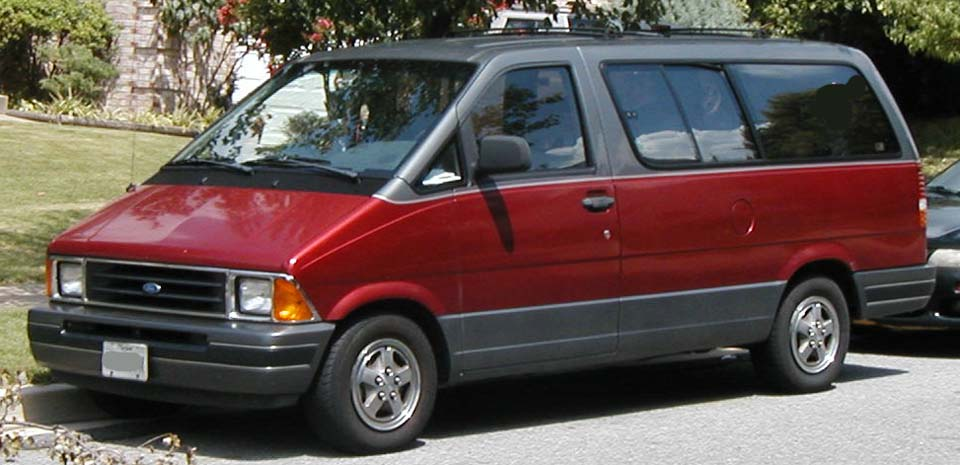
Ford Aerostar LWB
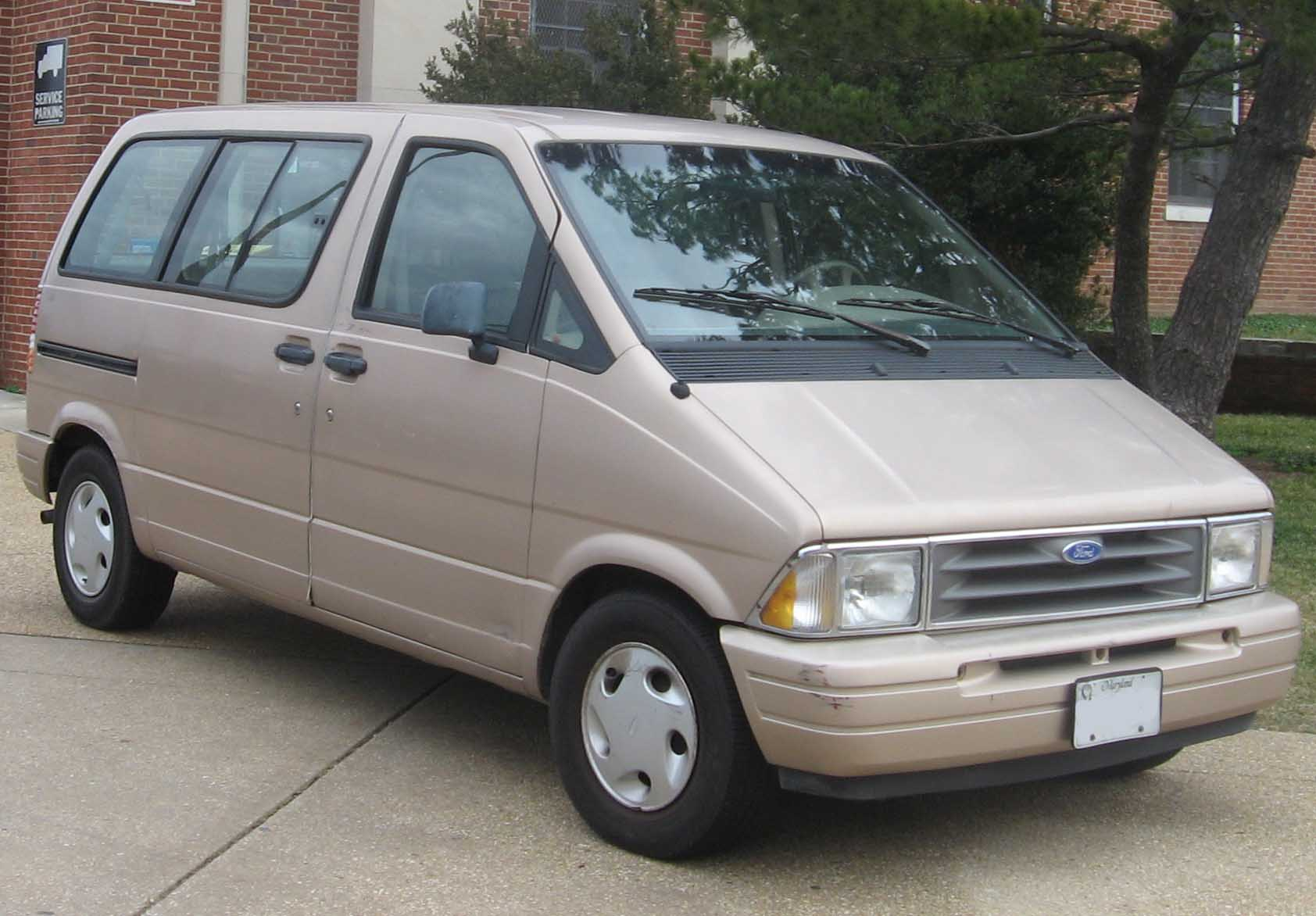
Ford Aerostar po liftingu